# Dolgozó Nő (Kolozsvár)
Dolgozó Nő (Kolozsvár, 1949–1990), utódlapja Családi Tükör (1990–1994). Társadalmi-politikai és kulturális folyóirat, Románia Szocialista Köztársaság Országos Nőtanácsának magyar nyelvű havi képeslapja. Első száma 1949 márciusában jelent meg Kolozsváron; a Kolozs megyei szaktanács adta ki. A lap első névvel jelölt főszerkesztője  Berde Mária volt, halála után Látó Anna, Orosz Irén, 1954-től Erős Blanka, 1973-tól Turósné Jakab Irma.
Az idők folyamán számos romániai magyar író, költő, publicista és riporter – időrendi sorrendben Szmuk Irén, Jordáky Lajos, Marton Lili, Varró Ilona, Erdélyi Lajos, Tamás Gáspár, Tamás Mária, Asztalos István, Suba Dani, Nagy Olga, Létay Lajos, Lázár József, Tabák László, Kányádi Sándor, Keresztes Zoltán, Jánky Béla, Korda István, Kovács Erzsébet, Panek Zoltán, Kozma Elza, Szilágyi Júlia, Páll Árpád, Telegdi Magda, Vizi Ildikó, Zágoni Olga, Lászlóffy Csaba – vett részt irodalmi rovatvezetőként, publicistaként vagy más beosztásban a folyóirat szerkesztésében. A közel 80 000 példányban megjelent képeslap, melynek grafikai kivitelezését az első években Gy. Szabó Béla, később Vernes András és Cseh Gusztáv végezte, irodalmi anyagában a családiasságot s a munka szeretetét ápolja, s mind nagyobb népszerűségnek örvendve foglal állást a nők egyenjogúsága, szakmai felkészültsége, az irántuk való minden előítélettől mentes bizalom mellett; munkálkodik a romániai magyar asszonyok, leányok korszerű műveltségének megalapozásáért, civilizált és kulturált családi életük tárgyi és tudati feltételeinek biztosításáért. A folyóirat folytatásos másodközlései Mikszáth Kálmánné, Csinszka, Kosztolányi Dezsőné, Szendrey Júlia visszaemlékezéseinek népszerűsítésével törekszenek a nők s az irodalom sajátos kapcsolataira rávilágítani.
A természettudományok, a mezőgazdaság, az orvostudományok, a jogtudományok, a pszichológia, a pedagógia körébe tartozó népszerűsítő cikkeket is közöltek, köztük Lőrinczi Miklós élelmiszeripari mérnök, Székely József agrármérnök írásait, Lokodi András műszaki szakember barkácsolásra biztató cikkeit, Lőwy Károly gyermekgyógyász főorvos orvosi tanácsait,  Szilágyi István orvos egészségnevelési tanácsait, Roșca Bonczos Zsuzsa lélektani és gyermeknevelési tárgyú írásait, L. Szini Karola orvostörténeti írásait, Szabó Piroska vegyész cikkeit, Gergely Jenő jogász cikkeit.

## Családi Tükör
1990-től helyébe lépett a Családi Tükör című erdélyi társadalmi, politikai, kulturális képes havilap, főszerkesztője J. Kovács Magda, az irodalmi rovat szerkesztője Balla Zsófia. 1993 őszén a lap magánkézbe került, a nagyváradi Media Impex vásárolta meg. Jakab Mártát, aki már korábban is a lapnál dolgozott, nevezték ki főszerkesztőnek, főszerkesztő-helyettes a fiatal újságíró és pedagógus Magyari Tivadar lett. A lap gazdasági okokból 1994 után fokozatosan megszűnt, 1998-ban még tettek egy sikertelen kísérletet újraélesztésére.